# Hidegvér (film, 2023)
A Hidegvér (eredeti cím: Reptile) 2023-ban bemutatott amerikai bűnügyi filmthriller, amelyet Grant Singer rendezett. A főbb szerepekben Benicio del Toro, Justin Timberlake, Alicia Silverstone, Ato Essandoh és Yair Elazar Glotman látható.
Amerikában 2023. szeptember 22-én a mozikban, míg Magyarországon 2023. szeptember 29-én mutatták be a Netflixen.

## Cselekmény
Will Grady brutálisan meggyilkoltan találja barátnőjét, Summer Elswicket egy Maine állambeli házban, amelyet ingatlanügynökként mutattak be eladásra. Tom Nichols és társa, Dan Cleary, az ügyre kirendelt rendőrnyomozók kikérdezik Willt, aki elárulja, hogy el akarta venni Summert, de nem tehette, mivel a nő még mindig Sam Gifford felesége volt. A közeli biztonsági kamerák felvételeiből származó videófelvételen egy sötét színű, hiányzó keréktárcsával ellátott autó látható, amelyet Dan egy 1990-es Buick LeSabre-ként azonosít; később Tom felesége, Judy helyesen azonosítja a járművet, mint egy Chrysler Imperial.
A Summerben talált sperma DNS-elemzése megegyezik Samével. Ez egybecseng Summer egyik barátjának állításával, miszerint ők ketten még mindig találkozgattak egymással, hogy szexeljenek. Tom visszatér Samhez a házkutatási paranccsal. Sam megragadja Dan fegyverét, és Tom halálos lövést ad le rá, miközben menekülni próbál. A házkutatás során 13 kilogramm heroint találnak nála.
Az elhunyt Samet nyilvánítják Summer gyilkosának, de Tom vonakodik az ügyet megoldottnak tekinteni. Eli éjszaka megjelenik a házában, és átad neki egy pendrive-ot, amelyen bizonyíték van arra, hogy Summer belekeveredett a Gradyék drogpénzek tisztára mosására irányuló tervébe. Ingatlanokat helyeznek el kábítószerrel, majd a polgári vagyonelkobzás útján lefoglalják őket. A Fehér Hal nevű fedőcéggel működő Grady-ék aztán kedvezményesen felvásárolják az ingatlanokat. Summert meggyilkolták, hogy megakadályozzák, hogy jelentse a DEA-t a tervről.
Tom részt vesz Robert Allen kapitány, a felettes tisztje és Judy nagybátyja születésnapi partiján. Megpróbálja tájékoztatni Allent Wally szerepéről Summer meggyilkolásában és a pénzmosási tervben, de félbeszakítják. Később a partin Tom felfedez Allen garázsában egy Chrysler Imperial-t, amelyet új festéssel láttak el. Allen megkeresi Tomot, és megmondja neki, hogy hagyja annyiban az ügyet.
A biztonságát féltve Tom hazamegy Judyval, elmagyarázza neki, mit tud, és közli vele, hogy még aznap este el kell indulniuk. Allen telefonál, és azt mondja Tomnak, hogy másnap jöjjön át, ahol elmagyarázza az ügyet. Tom beleegyezik. Átadja a pendrive-ot Marty Graeber rendőrfőnöknek, és ketten együtt elmennek Allen házához. Marty kimenti magát, hogy a fürdőszobába menjen, Allen pedig könyörög Tomnak, hogy menjen el, hogy megmentse az életét, mielőtt felmegy az emeletre, ahol egy ismeretlen személy halálos lövést ad le rá. Tom a fürdőszobában szembesíti Martyt, aki benne van a cselszövésben. Marty a fegyveréért nyúl, de Tom lelövi és megöli. Ezután lelövi Wallyt (aki az emeleten volt az a férfi, aki megölte Allent) és lefogja.
Az FBI letartóztatja Willt, aki éppen golfozik.

## Szereplők
| Szerep                                | Színész              | Magyar hang          |
| ------------------------------------- | -------------------- | -------------------- |
| Tom Nichols, nyomozó                  | Benicio del Toro     | Szabó Sipos Barnabás |
| Will Grady, az áldozat barátja        | Justin Timberlake    | Zámbori Soma         |
| Judy Nichols, Tom felesége            | Alicia Silverstone   | Bognár Anna          |
| Eli Phillips, gyanúsított             | Michael Carmen Pitt  | Minárovits Péter     |
| Dan Cleary, nyomozó                   | Ato Essandoh         | Szirtes Balázs       |
| Wally nyomozó, Nichols barátja        | Domenick Lombardozzi | Szabó Győző          |
| Sam Gifford, az áldozat volt férje    | Karl Glusman         | Hamvas Dániel        |
| Summer Elswick, az áldozat            | Matilda Lutz         | Széles Flóra         |
| Mike Pniewski, Nichols barátja        | Marty Graeber        | Horányi László       |
| Peter                                 | Thad Luckinbill      | Jaskó Bálint         |
| Renee, az áldozat barátja             | Sky Ferreira         | Kanyó Kata           |
| Rudy Rackozy, drog csempész           | Owen Teague          |                      |
| Camille Grady                         | Frances Fisher       | Hámori Ildikó        |
| Robert Allen kapitány, Nichols főnöke | Eric Bogosian        | Márton András        |
| Deena Allen                           | Catherine Dyer       | Fehér Anna           |
| Victor                                | Michael Beasley      | Schneider Zoltán     |
| Bennett Rossoff                       | James Devoti         | Potocsny Andor       |

### Magyar változat
- Magyar szöveg: Tukora Katinka
- Felvevő hangmérnök: Farkas László
- Hangmérnök: Rodolphe Caldironi
- Vágó: Sári-Szemerédi Gabriella
- Gyártásvezető: Gelencsér Adrienne
- Szinkronrendező: Nikas Dániel

A szinkront a Mafilm Audio Kft. készítette el.

## A film készítése
2021. augusztus 26-án a Netflix elkészítette a Hidegvér című krimi forgatókönyvét, amelyben Grant Singer rendezőként debütál. A forgatás 2021. augusztus 15-én kezdődött Atlantában.